# 王柳懿
王柳懿（1997年1月16日—），祖籍广东惠州，生于广东深圳，中国女子花样游泳运动员。她曾代表中国参加2018年亚洲运动会花样游泳比赛，获得团体金牌，并在2024年夏季奥林匹克运动会花样游泳比赛，获得女子双人和团体金牌。

## 家庭
孪生妹妹王芊懿。